# Vädervarning

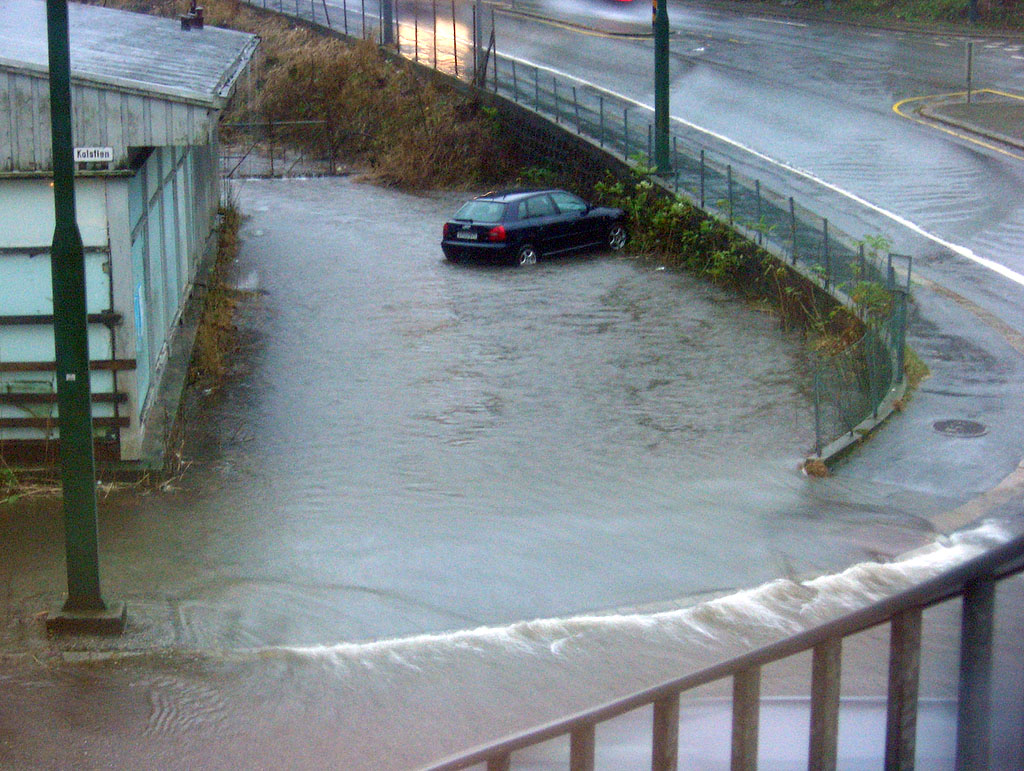
Extremt väder i Bergen, Norge.

En stormvarningsflagga i USA.

En vädervarning är en officiell varning för extremt väder i olika former, och som oftast utfärdas av ett lands officiella meteorologiska institut.
Vädervarningar utfärdas när väderfenomenet med stor säkerhet kommer inträffa, och när det kan innebära viss risk för skada på liv och/eller egendom eller störningar i samhällsfunktioner. Varningarna har olika klassificeringar, allt från risk för lättare skador till betydande skador som kan ödelägga hela områden. Varningarna kan ändras med tiden om förutsättningarna förändras.
Varningarna kan spridas exempelvis via webben och massmedia till såväl myndigheter som privatpersoner.
Risk kan utfärdas på liknande sätt, när det kommande väderläget innebär en risk men är mer osäkert. Formellt är det inte en varning, men om väderutvecklingen håller i sig och osäkerheten i prognosen minskar kan risken övergå i en varning.

## Sverige

Symbolerna för de olika varningsnivåerna som utfärdas av SMHI.

I Sverige utfärdar SMHI meteorologiska, hydrologiska och oceanografiska varningar.
I oktober 2021 utgick det gamla systemet med varningar i klass 1 till 3. Istället är SMHI:s vädervarningar uppdelade i tre nivåer: gul varning, orange varning, och röd varning - där röd är den allvarligaste. Det nya systemet är konsekvensbaserat, och liknar vissa andra system i Europa. Varningsnivån baseras på de konsekvenser som samhället och enskilda individer kan uppleva på grund av vädret. Exempelvis kan 20 cm nysnö resultera i olika varningar beroende på om det är i Norrlands inland eller i en storstad i södra Sverige.
Gul varning: Konsekvenser för samhället, vissa risker för allmänheten.
Orange varning: Allvarliga konsekvenser för samhället, fara för allmänheten.
Röd varning: Mycket allvarliga konsekvenser för samhället, stor fara för allmänheten.

## Storbritannien
Met Office har tre varningsnivåer:
- Yellow (gul) – Be aware (var medveten)
- Amber (orange) – Be prepared (var förberedd)
- Red (röd) – Take action (agera)